# ФК Херефорд Юнайтед
ФК Херефорд Юнайтед (на английски: Hereford United Football Club, правилен правопис по правилата за транскрипции ФК Херифорд Юнайтед) е английски футболен отбор от град Херефорд. Основан е през 1924 г. Играе своите мачове на стадион Едгар Стрийт в град Херфорд